# Arturo Worrell
Arturo Worrell (Panamá, 4 de agosto de 1950) es un practicante de Karate Shotokan panameño, fundador y director de la Asociación Panameña de Karate Shotokan. Su trabajo de enseñanza del karate shotokan ha sido fundamental en la difusión del estilo Shotokan tanto en Panamá como en Costa Rica.

## Biografía
Arturo Worrell comenzó su interés por las artes marciales a los 12 años cuando comenzó en el judo. Practicó judo durante 10 años y obtuvo el cinturón marrón. En 1964 se inscribe en la Dai-Ichi-Karate-Kai (Primera Escuela de Karate ) con Vincent A. Cruz y continúa entrenando tanto judo como karate, obteniendo Cho-Dan (primer cinturón negro) en ambas artes marciales. Fue contratado como instructor de la Guardia Nacional de Panamá y abrió el primer dojo permanente de Karate Shotokan, el "Estudio de Karate Worrell Internacional" (ahora simplemente "Estudio de Karate Worrell") a mediados de los años 70. Continuó compitiendo tanto en judo como en kárate hasta 1983, cuando decidió dedicarse únicamente al Karate Shotokan. En 1984, invitó a Teruyuki Okazaki (9º dan ISKF ) a Panamá por primera vez para impartir un seminario abierto. En 1988, Worrell fundó la Asociación Panameña de Karate Shotokan, que actualmente cuenta con 15 dojos miembros y está afiliada a la Asociación Japonesa de Karate - Federación Mundial, de la cual Worrell es representante regional. En 2015 fue ascendido a 7° Dan por la Asociación Japonesa de Karate, convirtiéndolo en el dan de mayor rango reconocido por la Asociación en Centroamérica. Es miembro de la Sociedad Internacional para la Conciencia de Krishna, donde se le conoce como Ari-Sudana Das.